# Касас-де-Гарсімоліна
Касас-де-Гарсімоліна (ісп. Casas de Garcimolina) — муніципалітет в Іспанії, у складі автономної спільноти Кастилія-Ла-Манча, у провінції Куенка. Населення — 32 особи (2010).
Муніципалітет розташований на відстані близько 200 км на схід від Мадрида, 60 км на схід від Куенки.

## Демографія
Динаміка населення (INE ):